# Hans Franzen
Hans Franzen (* 5. Februar 1935 in Verl; † 17. September 1993 in Zürich, Schweiz) war ein deutscher Opernsänger (Bass).

## Leben
Franzen stammte aus einer Kaufmannsfamilie und erlernte auch den Beruf des Textilkaufmanns. Anschließend begann er ein Studium an der Musikhochschule Köln, wechselte an die Universität Kiel und konnte es erfolgreich an der Universität Mannheim beenden.
1971 sang Hans Franzen zusammen mit Wolfgang Schöne bei den Eutiner Festspielen. Sein Debüt als Opernsänger konnte Franzen 1975 erfolgreich am Opernhaus Zürich absolvieren und blieb dort auch einige Jahre engagiert. 1982 wechselte er nach Berlin und wurde dort Mitglied des Ensembles der Komischen Oper.

## Rollen (Auswahl)
- Charonte – L’Orfeo (Claudio Monteverdi)
- Nettuno – Il ritorno d’Ulisse in patria (Claudio Monteverdi)
- Osmin – Die Entführung aus dem Serail (Wolfgang Amadeus Mozart)
- Veit Pogner – Die Meistersinger von Nürnberg (Richard Wagner)
- Sparafucile – Rigoletto (Giuseppe Verdi)